# Willie Akins
Willie Akins (* 10. April 1939 in Webster Groves; † 2. Oktober 2015 in St. Louis) war ein US-amerikanischer Jazzmusiker (Tenorsaxophon) und Musikpädagoge. Nach elf Jahren in New York war er seit 1968 überwiegend in der Musikszene von St. Louis aktiv.

## Leben
Akins lernte zunächst Blockflöte. Er besuchte die Douglass High School. 1957 zog er nach New York City, um dort als Musiker zu arbeiten. 1961 entstanden erste Aufnahmen, als er in Chicago in der Band von Bobby Bryant spielte; er war ferner an Aufnahmen von Groove Holmes (Swedish Lullaby, 1984) beteiligt. 1968 kehrte er in seine Heimatstadt zurück, wo er in den folgenden Jahren mit einem eigenen Quartett auftrat und zwei Alben unter eigenem Namen vorlegte, Alima und The St. Louis Connection; im Hauptberuf unterrichtete er an der Fakultät für Jazzstudien der Webster University. Im Bereich des Jazz war Akins zwischen 1961 und 2012 an neun Aufnahmesessions beteiligt.

## Diskographische Hinweise
- Alima (1997)
- The Sound of St. Louis (2000)
- The St. Louis Connection (ca. 2012), mit Montez Coleman